# Bistrica, Šentrupert
Bistrica je naselje v Občini Šentrupert. Ob jugozahodnem robu vasi stoji Simončičev kozolec. To je edini kozolec v Sloveniji, ki je zavarovan kot kulturni spomenik državnega pomena.